# Christliche Gewerkschaft Deutscher Eisenbahner

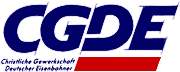
Logo der Christliche Gewerkschaft Deutscher Eisenbahner

Die Christliche Gewerkschaft Deutscher Eisenbahner (CGDE) wurde 1908 als Gewerkschaft für Eisenbahner in Deutschland gegründet.
Bundesvorsitzender war bis 2011 Alfred Junker; der im Februar 2011 zum Nachfolger bestimmte Hans-Jürgen Ambrosius starb einen Monat später. Aktueller Bundesvorsitzender der CGDE ist seit Mai 2011 Rudolf Bruns.
Die Geschäftsstelle befindet sich in Saarbrücken. 
Es gibt zwei Landesverbände, in Bayern und Nordrhein-Westfalen.